# IC 530
IC 530 ist eine Spiralgalaxie vom Hubble-Typ Sab im Sternbild Krebs auf der Ekliptik. Sie ist schätzungsweise 216 Millionen Lichtjahre von der Milchstraße entfernt.
Das Objekt wurde am 22. März 1892 vom französischen Astronomen Stéphane Javelle entdeckt.